# クラテュロス (対話篇)
『クラテュロス』（希: Κρατύλος、英: Cratylus）は、プラトンの初期対話篇の1つ。副題は「名前の正しさについて」。

## 構成

### 登場人物
- ソクラテス - おそらく最晩年（次々項参照）。
- クラテュロス - アテナイ出身のヘラクレイトス主義者。20代。
（なお、アリストテレスによれば、彼は若き日のプラトンにとっての自然哲学の師であり、彼からヘラクレイトスの「万物流転」の考えを継承し、他方でソクラテスから共通普遍的倫理の定義という発想を継承したプラトンは、感覚的事物（物理的自然）の共通普遍的定義を断念し、ピタゴラス教団の影響を受けつつ、（中期に花開く）イデア論を形成するに至ったという[2]。）
- ヘルモゲネス - ソクラテスの友人。ヒッポニコス3世の息子で、富豪カリアス（カリアス3世）の異母弟。非嫡出子で父親の財産を相続できなかったため、彼自身は貧しい。20歳頃。

### 時代・場面設定
年代不詳（おそらく紀元前399年、次項参照）。アテナイ某所。ソクラテスが、クラテュロスとヘルモゲネスの「名前」についての議論に加わるところから話が始まる。
ヘルモゲネスが言うには、クラテュロスはモノの「名前」は、本来そのモノの本性によって普遍的に定まっているものであって、言語的・社会的に規定されているものではないと主張しているという。ヘルモゲネスは、「名前」は言語的・社会的に（恣意的に、慣習的に、約束事として）規定されているとしか思えず、クラテュロスの主張はどうしても納得できないという。
こうして二人の議論にソクラテスが加わり、「名前」についての問答が開始されていく。

### 特徴・補足
本篇は大きく二部に分かれ、最初は主としてソクラテスとヘルモゲネスの対話が行われ、次にソクラテスとクラテュロスの対話が続く。題名にもなっている後者のクラテュロスの対話は、全体の文量から言えば4分の1以下と少ない。ただし、ソクラテスとヘルモゲネスの対話は、途中から大部分が神々や自然、あるいは徳の諸概念の「名前」の由来（語源）を列挙して説明していくことに割かれており、本篇の中盤はそうしたプラトンによる「語源論（合成語・音象徴論）」の様相を呈しているため、その部分を除いた問答の量で言うと、両者の長さに大差は無い。
また、本文中でソクラテスが「今朝エウテュプロンと長時間一緒にいて話を傾聴し、彼が自身の知恵を自分(ソクラテス)に乗り移らせた」という主旨の発言をする場面があり、本篇の場面設定が、『エウテュプロン』篇と同日の少し後であることが示唆されている。
したがって、本篇を含むソクラテス最後の年（紀元前399年）を描いた8つの対話篇の時間設定は、
- 『テアイテトス』
- 『エウテュプロン』
- 『クラテュロス』（本篇）

（↓翌日）
- 『ソピステス』
- 『政治家』

（↓数日（数週間）後）
- 『ソクラテスの弁明』 - 2月[4]

（↓30日後）
- 『クリトン』 - 3月
- 『パイドン』

の順となる。
本篇は、この時間設定上、本篇を前後に挟むように配置されている中期末～後期の作品である『テアイテトス』や『ソピステス』とも内容的に密接に関連しているので、この配置はプラトンによって明確に意図されたものであると考えられる。
また、本篇は『エウテュデモス』とも内容的に関連しており、作品内でもエウテュデモスに言及されているので、本篇は『エウテュデモス』が書かれて間もなく書かれたものと推測できる。他方で本篇は、文体的にも、また不明瞭ながらイデア論の萌芽を孕んだその内容からしても、『饗宴』以降の中期作品より少し前に書かれたと推測できる。

## 内容
ヘルモゲネスとクラテュロスが「名前」について議論しているところにソクラテスが出くわし、議論に参加することになる。
（なお、本篇における「名前」、すなわちギリシア語の「オノマ」（onoma）とは、本文中でも述べられているように（425A）、「レーマ」（rhēma、述べ言葉・述語）を伴って「文」（命題文）を構成する主語的要素のことであり、単なる「名称」（name）や「名詞」（noun）よりも、より広い意味を持っている。）
まずはソクラテスが、「名前」がただの「約束事」に過ぎないと考えているヘルモゲネスと問答し、続いて「名前」が「事物の本性」によって定まっていると考えているクラテュロスと問答する。
その結果、「名前」は「ある程度は「事物の本性」に依拠しており、決して純粋に主観的・恣意的な「約束事」というわけではないが、（「事物の本性」に対する「無知」や、「名前」の「模写品」（音声・文字）としての限界ゆえに）ある程度は使用者間の「約束事」に依存せざるを得ないものでもある」という、両者のどちらの見解に対しても否定的な結論が導かれることになる。
本篇では、『パイドン』『国家』『パイドロス』といった中期対話篇で示されるイデア論（形相論）ほど明確ではないものの、議論の性質上、終始「事物の本性」が問題にされ、終盤には「美それ自体」（439D）等といった表現で、中期のそれにつながる発想が示されている。しかも本篇においては、クラテュロスが信奉するヘラクレイトス等の「万物流動論」との対比や、「名前」が依拠せざるを得ない「事物の本性」存在への言及によって、その発想を際立たせる構成となっている。
また、「名前」が所詮は音声・文字を用いた「事物の本性」の「模写品・模造品」に過ぎない（430B-439A）という発想は、『国家』の「線分の比喩」、『パイドロス』、『第七書簡』など中期以降で言及される、「「イデアの(直接的な)観照」以外は、いかなる言葉・模造を用いた表現も不十分」という発想に連なるものだと言える。
さらに、「名前」は「事物の本性」に沿って名づけられるべき（387D）という発想は、『パイドロス』における「弁証術」（ディアレクティケー）の説明、すなわち「事物の本性に沿ってその対象を綜合・定義したり、分割していく」のが「弁証術」（ディアレクティケー）であるといった発想に連なるものでもある。
なお、本篇のヘルモゲネスとソクラテスの問答は、途中から神々・自然・徳などの諸概念の「名前」の由来（語源）を長々と列挙して説明していく、プラトンによる「語源論（合成語・音象徴論）」の様相を呈しており、それが全体の中盤を大きく占拠している点も、本篇の大きな特徴となっている。

### ヘルモゲネスとソクラテスの問答

#### 「名前」と「事物の本性」
取り決め（約束）と同意以外に、「名前」の正しさ（規準）があるとは思えないと主張するヘルモゲネスに対し、ソクラテスはまず、言明（ロゴス、命題）には「真偽」の区別があり、その言明（ロゴス）の最小部分を構成している「名前」（オノマ、名詞）にもまた同様に、「真偽」の区別があることを指摘する。ヘルモゲネスも同意する。
続いてソクラテスは、ヘルモゲネスの考えが、プロタゴラスのような事物を各人の主観に完全に還元してしまう「相対主義」でもなく、エウテュデモスのような事物の区別を抹消してしまう「詭弁」でもないことを確認しつつ、そうであるならば、事物には（人間の主観から独立した）「それ自身の固定したあり方（本質）」があるのだと指摘する。ヘルモゲネスも同意する。
次にソクラテスは、事物を「切る」「焼く」場合に、人間側の「勝手な臆断（思いなし）」「勝手な手段（道具）」ではなく、その事物の「本性」に沿った「正しい考え」「正しい手段（道具）」でなされるべきであるのと同じように、事物を「名付ける」場合もまた、その事物の「本性」に沿った「正しい考え」「正しい手段（道具）」で行われるべきだと指摘する。ヘルモゲネスも同意する。
そしてソクラテスは、「杼（ひ）する（織る）」道具が「杼」（ひ）であり、「孔(あな)を開ける」道具が「錐」（きり）であるのと同様に、「名付ける」道具は「名前」であることを確認した上で、それら「道具」の「使われ方」を尋ね、「杼」が「入り混じっている縦糸と横糸を区分する」のに使われていると同じように、「名前」もまた「事物をその性状に従って区別する」のに使われていること、そして「名前」は「事物のあり方を区別する、教示的な道具」であることを指摘する。ヘルモゲネスも同意する。
続いてソクラテスは、「杼」を使う機織者は「技術を持った大工」が作った「杼」を使うなら上手に使いこなすし、「錐」を使う穿孔者も「技術を持った鍛冶屋」が作った「錐」を使うなら上手に使いこなすのと同様に、「名前」を使う教示者は、誰が作った「名前」を使うなら上手に使いこなすのか問うも、ヘルモゲネスは答えられない。ソクラテスは、「名前」を形成するのは「法習」（ノモス）、より直接的にはその「立法者」であり、「技術を持った立法者（としての名前製作者）」が作った「名前」であるならば、教示者はそれを上手に使いこなすであろうことを指摘する。ヘルモゲネスも同意する。
さらにソクラテスは、
- 「杼」「錐」がそうであるように、「製作者」が「道具」を作る際には、その基準（手本）となる「模範の形」があり、それを「用途」に合わせてうまく加工（カスタマイズ）できなくてはいけないこと。
- その「道具」の出来映えを「監督・判定」することができるのは、（「琴」であれば「演奏者」、「船」であれば「舵取り」といったように）「道具」の「使用者」であること。
- したがって、「道具」の「使用者」を監督者としながら「製作者」が「道具」を作るなら、「道具」は立派に作られること。
- 「名前」の場合、その使用者とは「問答法」を心得た「問答家（対話術者）」であること。
- したがって、「問答法」を心得た者を監督者としながら「立法者」が「名前」を作るなら、「名前」は立派に定められること。

などを指摘していき、ヘルモゲネスも同意する。
そこでソクラテスは、「名前」はクラテュロスが言うように「事物の本性」によって定まっているのであり、「名前」を定める（「名付ける」）ことも、「誰にでもできるつまらない仕事」ではなく、「「事物の本性」によって定まっている「名前」を「手本」として眺め、その形を「文字」や「綴り」の中に入れることができる者のみが可能」だということを指摘する。ヘルモゲネスも同意する。

#### 「名前」と「種族」
ヘルモゲネスは、ソクラテスに反論するのは難しいが、急に説得されて意見を変えることも容易ではないので、「名前」の「本性的な正しさ」なるものが一体どういうものであるのかを、具体的に示してほしいと要請する。
そこでソクラテスは、まずはホメロスが同じ事物に対して、複数の「名前」を挙げている場合を例に、検討を始めていくことにする。神々と人間の間で事物の「呼び名」が異なっている例に関しては、（神々による「名付け」について考察することは手に余ることなので）除くことにし、人間の間で「呼び名」が異なる例として、「ヘクトールの息子」が「スカマンドリオス」「アステュアナクス」という2つの「名前」で呼ばれている例を考察することにする。
ソクラテスはまず、「スカマンドリオス」という名前が婦人たちによって使われていたのに対して、「アステュアナクス」がトロイアの男たちに使われていたことから、後者の「アステュアナクス」の方が正しい名前であると見当を付けつつ、その理由を考察し、この名前は「アステュ」（市・町）と「アナクス」（支配者・主）から付けられたものであり、『イーリアス』内で「ただ一人トロイア人の市と長大な市壁を守備する」と語られているヘクトールの息子にふさわしい名前であることを指摘する。ヘルモゲネスも同意する。
さらにソクラテスは、「ヘクトール」（所有者）と「アナクス」（支配者・主）の意味が似ていることから、このように「同じ自然的本性」を継承・共有する同種族の各個体は、異なる綴りであっても「同じ（類似した）意味の名前」で呼ばれるべきであると指摘する。ヘルモゲネスも同意する。
ソクラテスはさらに、
- 先の「ヘクトール」（Hektōr）や「アステュアナクス」（Astyanax）と同じく「支配者・王」に類する意味の名前の例として、「アルケポリス」（Archepolis、市を治める者）を
- 「将軍」に類する意味の名前として、「アギス」（指揮者）、「ポレマルコス」（戦争指導者）、「エウポレモス」（良き戦士）を
- 「医者」に類する意味の名前として、「イアトロクレス」（医において有名な者）、「アケシムブロトス」（人間を癒やす者）を

それぞれ挙げる。
続いてソクラテスは、親子と言えども必ずしも「同じ自然的本性」を継承・共有するとは限らず、「親とは異なる自然的本性」を持った個体については、あくまでもその「自然的本性」に基づいて、それにふさわしい種族の名前が与えられるべきであること、例えば、「敬虔な人」から生まれた「不敬虔な人」には、「テオピロス」（神に愛される者）とか「ムネシテオス」（神を憶えている者）といった敬虔な名前とは反対の意味の名前が与えられるべきことを指摘する。ヘルモゲネスも同意する。

#### アガメムノーン一族の「名前」
さらにソクラテスは、アガメムノーン一族の「名前」を、彼の息子オレステースからゼウスを経てウーラノスに至るまで8代遡りつつ、
- アガメムノーンの息子であり、父の仇として母親とその愛人を殺した「オレステース」（Orestēs、山の男）の名前は、彼が本性が野獣のように残酷で、野性的で、山岳的（oreinon）なことを表している。
- トロイア戦争にて長期間大軍を進駐させトロイアを攻略した総大将である「アガメムノーン」（Agamemnōn）の名前は、彼の忍耐強く最後までやり通す徳性を、留まること（epimonē）において嘆賞すべき（agastos）の合成によって表している。
- アガメムノーンの父親であり、兄クリュシッポスを殺し、妻と密通した弟テュエステースの3人の息子を殺してその肉を彼に食べさせ追放した（そして後に彼の息子アイギストスに殺される）「アトレウス」（Atreus）の名前は、彼の数々の野蛮な行為が彼の徳性に対して有害で破壊的（atēra）であり、また彼の性格が強情（ateires）で大胆（atreston）であることも表している。
- アトレウスの父親であり、妻ヒッポダメイアをめとるためにその父オイノマオスの馬車に細工させて彼を殺し、その細工者であるミュルティロスも殺した（そしてそのせいで、彼の一族は「ミュルティロスの呪い」の災いを受けることになった）「ペロプス」（Pelops）の名前は、呪いによって一族全体に災いがおよぶことを予測・予見できずに、妻をめとりたいがために手段を選ばなかった、その身近（pelas）なことしか見れなかった性質を表している。
- ペロプスの父親であり、神々に対する罪を犯して殺され、冥府でも「飲めない水と食べれない果実」によって飢渇に苦しみ、「頭上に吊り下げられた大岩」によって絶えず恐怖にさいなまれることになった「タンタロス」（Tantalos）の名前は、頭上の石の揺れ動き（talanteia）と、彼がこの上なく惨めな者（talantatos）であることを表している。
- タンタロスの父親である、最高神「ゼウス」（Zeus）の名前は、対格では「ゼーナ」（Zēna）と「ディア」（Dia）の二形に分かれるが、これは全ての生命が彼を原因として生きており、この方によって（di' hon = dia hon）生きている（zēn）ことを表している。
- ゼウスの父親である「クロノス」（Kronos）の名前は、彼の英知（nous）が純粋（koros）であることを表している。
- クロノスの父親である「ウーラノス」（Ouranos、天）の名前は、天の（ourania）、すなわち上方を見る（horōsa ta anō）注視を表しており、上空のことについての思索（メテオロロゴス）をする人たちが「上方の観察」によって「純粋な英知」が出現すると主張していることと符号する。

と検証していく。
ヘルモゲネスが、ソクラテスは神がかりにあって神託を語っているようだと驚くと、ソクラテスは今朝早くから長時間エウテュプロンと一緒にいて、彼の話を聞いていたため、彼の知恵が自分の魂に乗り移ったのだろうと述べ、今日はこのままこの知恵を利用して、「名前」についての問題を考察していくと述べる。ヘルモゲネスも賛成する。

#### 一般名詞の「名前」
ソクラテスは、「英雄」や「人間」の名前の多くは、単に「先祖の名前」に因んでいたり、「祈願」を込めた名前であって、当人の性質を反映したものではないので、さらなる「名前の正しさ」を検証していく材料としては不適切であること、そして、「名前の正しさ」を検証するのに適切な材料は、「常に（正しく）有る」ことが要請されるような一般的な概念の名称であることを指摘する。ヘルモゲネスも同意する。
そこでソクラテスは、以下のように一般的な名称をまず検証していく。
- 「神々」（theoi, テオイ）という名前は、ギリシア（ヘラス）に最初に住んでいた人々が、多くの異国人と同様に、太陽・月・地球・星々・天といった天体のみを神々として信じており、それらがいつも駆け足で走り去っていくのを観察し、その走る（thein）という本性から走るもの（theoi）と名付けた。
- 「神霊」（daimōn, ダイモーン）という名前は、ヘシオドスが『仕事と日々』（121-123行）において最初の人間種である「黄金の種族」と「ダイモーン」を同一視しており、この「黄金」の意味は「優良」「思慮分別」のことであろうから、思慮分別を持ち善悪を知る（daēmōn）ところからこの名前がついた。
- 「英雄」（hērōs, へーロース）という名前は、半神としての彼らは、男神が人間の女に、あるいは人間の男が女神に、恋して生まれたので、恋（erōs）を変形させて派生させたか、あるいは、彼らが賢者で巧みな弁論家であり、質問すること（erōtān）と述べること（eirein）に熟練した対話術者（問答術者）だったので、この名がついた。
- 「人間」（anthrōpos, アントローポス）という名前は、人間が他の動物とは異なり、見た（opōpe）ものを観察し（anathrei）考えることから、すなわち見たものを観察するもの（anathrōn ha opōpe）から付けられた。
- 「魂」（psӯchē, プシューケー）という名前は、それが身体に付いている間は呼吸する力を与え、活気づける（anapsӯchein）から、もしくは、身体を含む物質（physis）を動き回れるように抱きかかえて（echein）運んでやる（ochein）ものだから。
- 「身体」（sōma, ソーマ）という名前は、ピュタゴラス学派のピロラオス等の主張によると身体は魂の墓場（sēma）だから、あるいは、魂は身体で以て自分の示そうとするところを示す（sēmainein）のであり身体は一種のしるし・符号（sēma）だから、あるいは、オルペウス教によれば魂は罪の償いをしているのであり身体は魂が拘束（保管）される（sōzesthai）ための牢獄のような囲いとして存在しており魂の拘束所・保管所（sōma）だから。

#### 神々の「名前」
続いてヘルモゲネスが、先程のゼウスのように、神々の名前を考察できないか問う。
ソクラテスは、神々の怒りを招かないよう「自分たちは神々については考察する能力が無いし考察するつもりもない、あくまでも人間がどのような意図で神々の名前を定めたのかを考察するだけである」と断りつつ、考察を進める。
- 「ヘスティア」（Hestia）という名前は、かまどの神として動くことの無いその存在性（ousia）を、ドーリス方言では「essia」や「ōsia」と表現するが、この前者の「essia」から付けられた（他方で、存在性（ousia）を、後者の「ōsia」と表現する人々は、ヘラクレイトスの万物流動説のように、存在物は全て止まらず行き去るものであり、その原因・原動力を押すもの（ōthoun）と考えたからこう名付けた）。

ここでソクラテスは、「知恵の大群」が心に浮かんだ（つまりは、ひらめいた）と言い、神々の名前の命名者は、ヘラクレイトスの万物流動説と同じような考えの持ち主であり、神々にも「流動」に因んだ名前を付けていると指摘する。そして（既に言及した「クロノス」（Kronos）も含め）以下のように説明していく。
- 「レア」（Rhea）という名前は、流れる（rhein）という動詞から。
- 「クロノス」（Kronos）という名前は、源泉（krounos）から。
- 「テーテュス」（Tēthys）という名前は、水源の比喩であるふるい分けられたもの（diattōmenon）と漉(こ)されたもの（ēthoumenon）を合成して作られた。
- 「ポセイドーン」（Poseidōn）という名前は、命名者が海に行く手を阻まれ、足（podes）の枷（desmos）、すなわち足枷（posidesmos）となったから、あるいは、たくさんのこと（polla）を知っている（eidōs）という意味の綴り（Polleidōn）を改変したもの、あるいは、震動させる（seiein）という性質から震動させる者（seiōn）の綴りを改変したもの。
- 「プルートーン」（Ploutōn）という名前は、富（農産物）を地中から送り上げるその性質から富（ploutos）に因んで。
- 「ハーデース」（Haidēs, ハイデース）という名前は、見えざるもの（aides）から、あるいは、彼が「完全な知者」であり、その善・徳性によって魂を魅了して地下に留め置くことに因み、美しきものを知る（eidenai）から。
- 「デーメーテール」（Dēmētēr）という名前は、この女神が人間に食物を与えることに因み、母の如く与えるもの（didousa....mētēr）から。
- 「ヘーラー」（Hērā）という名前は、愛らしい（eratē）から、あるいは、命名者（立法者）が上空に思弁をはせて空気（aēr）から。
- 「ペルセポネー」（Phersephonē）という名前は、もたらす（pherein）と殺害（phonos）の合成に聞こえ、恐れられるが、この「ペルセポネー」（Phersephonē）という名前は詩文のために言い替えられたもので、元来は「ペッレパッタ」（Pherrephatta）という名前であり、これはこの女神が知者であり、運動しつつ有るもの（pheromenon）としての知恵への接触（epaphē）というその性質に因んだペレパパ（Pherepapha）といった名前を、口調の良さに合わせて変形させたもの。
- 「アポローン」（Apollōn）という名前は、滅ぼす（apollynai）を連想して恐れられるが、医術・預言術を象徴する、洗浄し（apolouōn）諸悪から解き放つ（apolyōn）神、すなわち洗浄者（Apolouōn）から、また、テッタリア風の名前（Aploun）は、預言術の真実性・単純さ・誠実さ（haploun）から、また、弓術を象徴する常に射当てる者（aei ballōn）から、また、音楽術を象徴する共に回転させている（homopolōn）の、共に（homo-）の部分を同義の接頭辞「a-」に変換し、さらに、破滅させる者（apolōn、apollynaiの未来分詞）と混同されないように「l」を追加して名付けられたもの。
- 「ムーサ」（Mousa）および「ムーシケー」（mousikē、学芸）という名前は、熱烈に希求する（mōsthai）から。
- 「レートー」（Lētō）という名前は、この女神の柔和さを表す喜んで聞き入れる者（ethelēmōn）から、あるいは、他国風の名前（Lēthō）に従えば、性格（ēthos）が温和でやさしい（leion）を合成した「Leiēthō/Leēthō」を短縮して。
- 「アルテミス」（Artemis）という名前は、この女神の処女性を欲求する性質を表す、保全されたもの（artemes）から、あるいは、徳を知る者（artēs histōr）から、あるいは、（男性の女性に対する）耕作（すなわち性交）を憎む者（aroton misēsasa）から。
- 「ディオニュソス」（Dionysos）という名前は、（真面目な意味とふざけた意味の2つがあるが、前者は他人に任せるとして、後者は）酒を与える者（didous oinon）から、あるいは、酒（oinos）は飲む者を分別（nous）を持っているかのように思い（oiesthai）こませるから。
- 「アプロディテー」（Aphroditē）という名前は、（真面目な意味とふざけた意味の2つがあるが、前者は他人に任せるとして、後者は）ヘシオドスの言う通り、水泡（aphros）から生まれたから。
- 「アテーナー」（Athēnā）という名前は、まず別名（冠称）の「パラス」（Pallas）が振り上げる（pallein）や跳ねる（pallesthai）といった戦の神の性質を反映したものであり、「アテーナー」（Athēnā）の方は、知性・理性の神としての性質を反映して、神の思惟（hā theonoā）を変形したもの、あるいは、神に関すること（theia）を知っている（noousa）を合成した「Theonoē」から、あるいは、性格・本性（ēthos）における知見（noēsis）を合成した「Ēthonoē」から。
- 「ヘーパイストス」（Hēphaistos）という名前は、火の神・工芸の神としての性質を反映した光の知者（phaeos histōr）を合成した「Phaistos」に「ē（hē）」を加えたもの。
- 「アレース」（Arēs）という名前は、戦の神としての性質を反映して、男らしさ（arren）から、あるいは、不退転（arraton）から。
- 「ヘルメース」（Hermēs）という名前は、通訳・伝令・盗み・商取引といった言説に関する神としての性質を反映して、話すこと（eirein）を発明・工夫した（emēsato）者を合成した「Eiremēs」を変形したもの。
- 「パン」（Pan）という名前は、父ヘルメースの性質が関係する「言説」が、全て（pān）を表現することから（そして、パンが「上半身が人間で下半身が山羊」である二形的なのも、「言説」の真偽という二面性を表している）。
- 「ヘーリオス」（Hēlios、太陽）という名前は、ドーリス方言では「ハーリオス」（Hālios）と言うが、これは太陽が昇っている間（昼間）、人間を同一の場所に集める（hālizein）から、あるいは、大地（地球）の周りを常に回転して（aei heilein）いるから、あるいは、大地を照らして多彩にいろどる（aiolein）から。
- 「セレーネー」（Selēnē、月）という名前は、月は太陽からの光（selas）を新しい（neon）のも古い（henon）のも常に（aei）まとっているので、これらを合成した「Selaenoneoaeia」が短縮され、「Selānaiā」や「Selēnē」となった。

#### 自然の「名前」
神々の名前の説明から、自然の名前の説明へと移行していく。
- 「メーン/メイス」（mēn/meis、(年月に使われる)月）という名前は、月が満ち欠けして、小さくなる（meiousthai）から。
- 「アストラ」（astra、星）という名前は、電光・稲妻（astrapē）に因んで。
- 「ピュール」（pӯr、火）や「ヒュドール」（hydōr、水）という名前は、類似したギリシャ語の語彙を見つけるのが難しいので、おそらく外国語起源。
- 「アエール」（aēr、空気）という名前は、大地から発生するもの（水蒸気・煙）を上へ上げる（airei）から、あるいは、常に流れている（aei rhei）から、あるいは、詩人たちは風（pneuma）のことを「アエータイ」（aētai）と呼ぶので、アエータイ(風)の流れ（aētorrhous）を省略して。
- 「アイテール」（aithēr）という名前は、空気の周りを流れながら、いつも走っている（aei thei）から。
- 「ゲー」（gē、大地）という名前は、詩語では「ガイア」（gaia）と呼ばれるが、神々を生む母であり、ホメロスがgegaasin（彼らは生まれた）と表現したことから。
- 「ホーライ」（hōrai、季節）という名前は、昔のアッティカ方言では「ホライ」（horai）と言うが、これは季節が寒期・暖期・風・農産物などを定める（horizein）ので、定めるもの（horizousai）から。
- 「エニアウトス/エトス」（eniautos/etos、年/歳）という名前は、歳が動植物の生成・成長を順次に発生させ、自己の内部で調整するものなので、自己の内部で（en heautōi）から「eniautos」が、調整する（etazei）から「etos」が生じたが、本来は「ゼウス」の場合のように、この2つの名前をひとまとめにした、自己の内部で調整するもの（en heautōi etazon）が完全な意味。

#### 徳性・性状の「名前」
続いて、ヘルモゲネスに様々な徳性の名前の説明を求められたソクラテスは、再度、昔の命名者たちは、ヘラクレイトスの万物流動説と同じように、事物は動き、流れ、生成するものだと考えていたことを指摘しつつ、以下のように説明していく。
- 「プロネーシス」（phronēsis、思慮）という名前は、運動と流動の覚知（phorās kai rhou noēsis）、あるいは、運動の利用（phorās onēsis）から。
- 「グノーメー」（gnōmē、認識）という名前は、生成の（gonēs）考察、すなわち思い巡らすこと（nōmēsis）から。
- 「ノエーシス」（noēsis、覚知）という名前は、新しいものの希求（neou hesis）から。
- 「ソープロシュネー」（sōphrosynē、節制（思慮の健全さ））という名前は、思慮（phronēsis）の保存（sōtēria）から。
- 「エピステーメー」（epistēmē、知識）という名前は、運動している事物に魂がついて行く（hepomenē）ことから。
- 「シュネシス」（synesis、理解）という名前は、推理（syllogismos）と同じく「一つに集める」の意から、あるいは、知識（epistēmē）と同じく「共に行く」（＝理解する、synienai）の意から。
- 「ソピア」（sophia、知恵）という名前は、急速な速い運動との接触・把握（epaphē）から。
- 「アガトン」（agathon、善）という名前は、嘆賞に値する速いもの（agaston thoon）から。
- 「ディカイオシュネー」（dikaiosynē、正義）という名前は、正しいものの理解（dikaiou synesis）からであり、さらに、その正しいもの（dikaion）という語は、万物を貫通しつつ（diaion）養育するものの意から。
- 「アディキア」（adikia、不正義）という名前は、貫通者（diaion）としての正義の流れを妨害する意から。
- 「アンドレイア」（andreia、勇気）という名前は、正しいもの（dikaion）に反した流れに逆らって戦闘することを意味しており、反対方向への流れ（anreia）から。
- 「テクネー」（technē、技術）という名前は、心得（nous）を持つこと（hexis）を合成して綴りを改造したもの。
- 「メーカネー」（mēchanē、工夫）という名前は、「広範囲に達成する」の意であり、長さ（mēkos）と達成する（anein）の合成から。
- 「カキア」（kakia、悪徳）という名前は、事物が流れ行く中で、悪く行くもの（kakōs ion）の意。
- 「デイリア」（deilia、臆病）という名前は、魂を縛るあまりにも強い絆（desmos ho lian）から。
- 「アレテー」（aretē、徳性）という名前は、邪魔・妨害なく常に（aei）流動しつつあるもの（rheon）から、あるいは、選択されるべき（hairetē）価値ある状態だから。
- 「カコン」（kakon、悪い）という名前は、推し測るのが難しいので、外国語起源。
- 「アイスクロン」（aischron、醜い）という名前は、常に流動を引き止めるもの（aei ischon ton rhoun）から。
- 「カロン」（kalon、美しい）という名前は、理性の美しさを表したものであり、理性の能力の1つである「名前を定める（命名する）能力」に因み、事物を名付けたもの（kalesan）、名付けているもの（kaloun）から。
- 「シュンペロン」（sympheron、ためになる）という名前は、知識（epistēmē）と同様に、共にぐるりと運動する（symperipheresthai）から。
- 「ケルダレオン」（kerdaleon、得な）という名前は、徳・利益（kerdos）から来ており、これは善（agathon）が全てのものの中を通り抜けて進みながら、全てのものに交じっている（kerannytai）から。
- 「リュシテロウン」（lysiteloun、引き合う・利益ある）という名前は、善が事物を運動の終止（telos）から解放するもの（lyon）なので。
- 「オーペリモン」（ōpherimon、有用な）という名前は、増す（ophellein）から。
- 「ブラベロン」（blaberon、有害な）という名前は、流動をゆわえよう(縛ろう)と欲するもの（boulomenon haptein rhoun）から。
- 「デオン」（deon、なすべき・義務的）という名前は、縛る（dein）から派生しているように感じられ、有害な（blaberon）と同類に捉えられがちだが、昔の本来の綴りは、間を通り抜けていくもの（dion）であり、善（agathon）を意味している。
- 「ゼーミオーデス」（zēmiōdes、損な）という名前は、流れ行くものを束縛するもの（doun to ion）の合成である「dēmiōdes」の綴りを変えたもの。
- 「ヘードネー」（hēdonē、快）という名前は、味わい楽しむこと（onēsis）に帰着する活動（hē praxis）から。
- 「リュペー」（lypē、苦痛）という名前は、この状態にある肉体がこうむる分解（dialysis）から。
- 「アニア」（ania、悲しみ）という名前は、行く（ienai）のを妨げるものなので、これに否定の接頭辞「an-」を付けたもの。
- 「アルゲードーン」（algēdōn、痛み）という名前は、イオニア方言の痛い（algeinon）から。
- 「オデュネー」（odynē、苦しみ）という名前は、苦痛が深く入り込むこと（endysis）から。
- 「アクテードーン」（achthēdōn、悩み）という名前は、運動を妨げる荷物（achthos）から。
- 「カラ」（chara、喜び）という名前は、魂の流動（rhoē）が四方八方にゆったり注ぐこと（diachysis）から。
- 「テルプシス」（terpsis、心地よさ）という名前は、心地よい（terpnon）からで、これは心地よいものが魂を通って這って行くこと（herpsis）から。
- 「エウプロシュネー」（euphrosynē、愉快）という名前は、魂が事物にうまく（eu）くっついて運動する（sympheresthai）ことから。
- 「エピテュミア」（epithymia、欲求）という名前は、猛り(奮起)の方向に進む（epi ton thymon iousa）から。
- 「ヒメロス」（himeros、欲望）という名前は、魂を流動への希求（hesis tēs rhoēs）によって強く引きつけることから。
- 「ポトス」（pothos、あこがれ・惜しさ）という名前は、ある所に（pothi）有ってここには無いことから。
- 「エロース」（erōs、恋）という名前は、流れが外部から目を通して流れ込む（esrhein）から。
- 「ドクサ」（doxa、思いなし）という名前は、追い求め（diōxis）から、あるいは、（魂が事物に向かって矢のように飛んでいくこと（oisis）に由来する「思い」（oiēsis）、射ること（bolē）に由来する「意志」（boulē）、射ること（bolē）を狙うこと（ephiesthai）に由来する「意思する」（boulesthai）/「熟考する」（bouleuesthai）と類似的に）弓（toxon）から。
- 「ヘコウシオン」（hekousion、随意の）という名前は、行くもの(魂)に譲歩する（eikon....ionti）から。
- 「アナンカイオン」（anankaion、強制的な）という名前は、谷間（ankē）に沿って（ana）行くもの（ion）から。

#### 真偽・有無の「名前」
さらにヘルモゲネスに求められ、ソクラテスは以下のように、いくつかの名前の説明を行う。
- 「オノマ」（onoma、名前）という名前は、「これは探究がそれに関わるところの有るもの（on hou....zētēma）である」という文（定義）が省略されたもの、また、「名づけられるべきもの」（onomaston）は「それは探り求めの対象である有るもの（on hou masma）である」という文（定義）から。
- 「アレーテイア」（alētheia、真理）という名前は、有るものの神的な運動を、神的な（theia）放浪（alē）と表現したものから。
- 「プセウドス」（pseudos、虚偽）という名前は、眠り込んでいるもの（katheudousi）から。
- 「オン」（on、有るもの・存在）や「ウーシア」（ousia、有性・存在性）という名前は、行くもの（ion）から、また逆に、「オウコン」（oukon、有らぬもの・不存在）という名前は、行かぬもの（ouk on）から。

するとヘルモゲネスは、これまでの説明を賞讃しつつも、ソクラテスがこれまで名前を説明するのに用いてきた「行くもの」「流動するもの」「束縛するもの」等の名前（表現）の正しさ（正確性・妥当性）は、今度はどうやって説明するのか問う。
ソクラテスは、「元々の最初の名前」は、長い時間の経過の中で、あらゆる仕方で捻じ曲げられ、発見不可能になっているかもしれないので、原意が分からない名前については、（既にいくつかそうしたように）「外国起源」ということで処理してしまえいいと言いつつも、仕方なくそのことについて考察を始める。

#### 「名前」の元素と模倣
まずソクラテスは、「名前」の元をさかのぼって行き、「それ以上、他の名前（の合成）に還元できない要素（元素）」にまで至れば、正当に話を打ち切ることができると指摘する。ヘルモゲネスも同意する。
次にソクラテスは、有るもの（事物）が「どのようなものであるか」を示すことが、あらゆる「名前」の共通した要件・機能であること、そして、後の派生的な「名前」は、最初もしくは先行する「名前」のそうした（事物を示す）機能を継承する形で、その機能を果たすことを指摘する。ヘルモゲネスも同意する。
続いてソクラテスは、我々が仮に「声・音声」を使えないとしたら「手」や「身体」を使って「対象である事物の本性」を「模倣」して表現しようとするのと同じように、「声・音声」を用いて対象を「模倣」した「音声による模造品」こそが、（原初・最初の）「名前」であると指摘する。ヘルモゲネスも同意する。
しかしソクラテスは、単にそれだけだと「動物の鳴き声を模倣する」「音楽術で事物を模倣する」等と区別がつかないので、規定として不十分であることを指摘する。そして2人は、音楽術や絵画術などで模倣できるような「外形的な音・形・色」ではなく、その事物の「本性・本質」を「文字・綴り」で「模倣」できる者を「命名術者」と呼ぶこととする。

#### 「名前」の命名術
ソクラテスは、この事物の「本性・本質」を「文字・綴り」で「模倣」する「命名術」の手順は、
1. 「字母」の区別
  1. 有声字（母音字） - a/e/ē/i/o/y/ō
  2. 無声字（黙音字 - 破裂音など） - 単独でほとんど音にならない「b」など大多数の子音字。
  3. 半有声字（半母音字 - 摩擦音・流音など） - 単独でわずかに音が出る「s」などの子音字。
2. 「事物」の区分
  1. 分割 - 対象事物の「有るもの」を全て良く区分。
  2. 綜合・定義・分類 - 全ての「有るもの」が帰着するような要素を調べる。
3. 「字母」の「事物」への割り当て

であると指摘する。
さらに、最後の「「字母」の「事物」への割り当て」は、ちょうど「限られた絵の具で絵を描く」のと同じように、
- 1つの「字母」を、1つの「事物」に割り当てる。
- 多くの「字母」を混合したものを、1つの「事物」に割り当てる。

という2つの場合があり得るし、
- それらを「綴り」として組み合わせて、「名前」（オノマ、onoma）と「述べ言葉」（レーマ、rhēma）を合成する。
- さらに、その2つを組み合わせて「文」を組み立てる。

ことになると説明する。

#### 「字母」の割り当て
上述した「命名術」の「「字母」の「事物」への割り当て」を、試しにソクラテスが以下のように行ってみせる。
- 「r」（ロー）は、あらゆる「動き」（kinēsis）を表現する。例えば、流れる（rhein）、流れ（rhoē）、震え・揺れ（tromos）、粗い（trachys）、叩く（krouein）、砕く（thrauein）、裂く（ereikein）、粉々にする（thryptein）、寸断する（kermatizein）、旋回する（rhymbein）など。割り当ての理由は、「r」は巻き舌であり、最も静止することが少なく、震動することが多いから。
- 「i」（イオータ）は、「細やかで、通り抜けて行くことができるもの」に用いられる。例えば、行くこと（ienai）、急ぐこと（hiesthai）など。
- 「ph」（ペー）、「ps」（プセー）、「s」（シーグマ）、「z」（ゼータ）は、強い息吹（気息）を伴って発音するので、「気息」に関するものに用いられる。例えば、冷たい（psychron）、沸き立っている（zeon）、揺れる（seiesthai）、震動（seismos）など。
- 「t」（タウ）と「d」（デルタ）は、舌を圧縮し、歯の裏側へ押し付ける作用を持っているので、束縛（desmos）と静止（stasis）に用いられる。
- 「l」（ラブダ）は、舌が最も滑るので、つるつるした（leia）、滑る（olisthanein）、油のある（liparon）、にかわ質の（kollōdes）などに用いられる。
- 「g」（ガンマ）は、「l」の滑りを引き止める力があるので、「l」と一緒に、粘り気のある（glischron）、甘い（glyky）、ねたねたする（gloiōdes）などに用いられる。
- 「n」（ニュー）は、鼻音で音が内にこもるので、内に（endon）あるもの、中に（entos）あるものに用いられる。
- 「a」（アルパ）は、口を大きく開いて発音するので、大きいもの（mega）に用いられる。
- 「ē」（エータ）は、口を開き長く発音されるので、長さ（mēkos）に用いられる。
- 「o」（オー）は、口を丸めて発音するので、丸い（gongylon）ものに用いられる。

そしてソクラテスは、昔の命名者（立法者）は、これら「最初の名前」を組み合わせて、様々な「派生的な名前」を合成していったのだと主張する。
ヘルモゲネスは、議論をクラテュロスへと譲り、ソクラテスの説に賛成するのか否かを、また、ソクラテスの前で自分の考えを明瞭に話すよう促す。

### クラテュロスとソクラテスの問答

#### 「名前」の不完全性
クラテュロスは、「名前」が（自分が考えるような要件を満たした）「名前」である限りは、全て正しく名付けられているのであり、正しく名付けられてない「名前」は「名前」ではなく、単に「空しく音声を発生しているだけ」であると、（エウテュデモスの「虚偽不可能論」（嘘はつくことができない）の詭弁に似た、いわば「誤名不可能論」（誤った名前は存在しない）とでも言うべき考えを）主張する。
ソクラテスが「名前」も「絵」と同様に、「対象となる事物」の「模造品」であり、そうである以上は、「対象となる事物」と「模造品」の間の対応関係（割り当て関係）において「正誤」や「真偽」の差異は存在すると指摘する。それに対してクラテュロスは、一旦は（先の自分の主張に従い）「絵」には割り当ての「正誤」があるが、「名前」の割り当ては「常に正しい」のが必然的だと主張するものの、とりあえずソクラテスに譲歩して（「名前」の割り当てにも「正誤」があることにして）話を進めさせる。
ソクラテスは、「名前」（オノマ、onoma）を正しくなく（誤って）割り当てることが可能であるならば、同じく「述べ言葉」（レーマ、rhēma）に対してもそれが可能だし、それらの組み合わせである「文」においてもそれが可能だと指摘する。クラテュロスも同意する。
続いてソクラテスは、「絵」にも「（色・形の）欠落・余分な付加」などによって、「模写品」としてのその出来映えに差が生じるのと同じように、「名前」にも「（文字・綴りの）欠落・余分な付加」によって、「模写品」としてのその出来映えに差が生じるのであり、「名前」の制作者（命名者・立法者）にも「上手・下手」の差異があると指摘する。それに対してクラテュロスは、文字・綴りが（欠落・付加）などによって正しく与えられなかったならば、それは「（対象事物のための）名前が書かれなかった」のと同じことであり、またそれは「別の（対象事物のための）名前」になってしまったのだと反論する。
それに対してソクラテスは、仮に「対象事物」の形質を完全に再現した「模写品」を作ったとしたら、それはもう「模写品」ではなく「対象事物そのもの」（もう1つの、2つ目の対象事物）を作ることになってしまうのであり、「模写品」が「模写品」であるからには、「対象事物」とは「違ったもの」でなくてはならないと指摘する。クラテュロスも同意する。
するとソクラテスは、そうであるならば、「名前」や、それを含む「言明（文）」の中に「対象事物」にふさわしくない文字が入り込むことも許容し、それら「名前」「言明（文）」の中に「対象事物」の「概型」が内在しているならば、それは「名付けられている」「言明されている」のだと認めるよう、クラテュロスに求める。クラテュロスも同意する。

#### 「名前」の慣用性
次にソクラテスは、（先にヘルモゲネスと議論したように）「(最初の)名前」は、「対象事物」の本性に類似した「字母」で構成されている必要があると指摘する。クラテュロスも同意する。
しかしソクラテスが、「硬さ」（sklērotēs）という言葉（名前）には、先のヘルモゲネスとの議論にて「つるつるした（柔らかい）」を意味するとした「l」が含まれていることを指摘すると、クラテュロスは、それは綴りが正しくないのであり、本来は「l」を「r」に入れ換えて、「skrērotēs」とするべきだと反論する。
そこでソクラテスは、この言葉（名前）を、現在の綴りのまま発音したら、意味は通じないのか問うと、クラテュロスは「慣用」によって意味は通じると答える。
するとソクラテスは、「名前」の綴りの中に（逆の意味も含め）どんな意味の「字母」が入ろうとも、「慣用」「取り決め」によってその「名前」の意味が通じるのであれば、「名前」において「字母の性質・意味」が果たす役割は、限定的であり、他方で逆に「慣用」「取り決め」も、一定の役割を果たしていることを指摘する。クラテュロスは、沈黙して答えられない。

#### 「名前」の不調和
続いてソクラテスは、これまで議論してきた「対象事物」と「名前」の一致性・類似性・対応関係の力が、果たしてどの程度のものであるかを検討する。
ソクラテスがクラテュロスに、改めて「名前」の性能を問うと、クラテュロスは、「名前」は「対象事物」を教示するものであり、（「対象事物」の性質が反映されている）「名前」を知る人は、同時に「対象事物」を知ることにもなるのだと答える。
しかしソクラテスは、もし「名前」を定めた人（命名者）の「対象事物」に対する認識が誤っていたら、「名前」に欺かれることになってしまうと指摘する。するとクラテュロスは、もし「対象事物」についての知識が無いままに、正しくない「名前」が付けられたとしたら、それは「名前」ですらないと、従来の「誤名不可能論」（誤った名前は存在しない）を反復しつつ、また、命名者の知識・認識が誤っていない証拠として、（先のヘルモゲネスとの議論において、ソクラテス自身も「昔の命名者は、ヘラクレイトスの万物流動説と同じような考えの持ち主であり、「流動」に因んで「名前」を付けている」と指摘していたように）「全ての「名前」が、相互に調和・整合している」ことを挙げる。
しかしソクラテスは、それは幾何学で見られる誤りのように、「最初の第一歩」を誤って、それ以後、それに適合するように無理やり誤った相互調和の体系が築かれたのかもしれないので、全然命名者の弁護にはならないと反論する。
さらにソクラテスは、実際に全ての「名前」が（「流動」こそが真・善・美であるという観点・認識の下で）相互に調和しているのかも疑わしいとして、逆に「静止」こそが真・善・美であるといった観点・認識から説明できる、反証的な「名前」を、以下のように挙げていく。
- 「エピステーメー」（epistēmē、知識）という名前は、知識が魂を事物の上に（epi）立ち止まらせる（histēsi）から。
- 「ベバイオン」（bebaion、堅固な）という名前は、土台（basis、基礎）という「静止」の模造品である。
- 「ヒストリア」（historia、探究）という名前は、流れ（rhous）を止める（histēsi）から。
- 「ピストン」（piston、信頼できる）という名前は、静止させている（histan）から。
- 「ムネーメー」（mnēmē、記憶）という名前は、魂の内部における留まり（monē）から。
- 「ハマルティア」（hamartia、誤謬）という名前は、共に行く（homartein）から。
- 「シュンポラ」（symphora、災難）という名前は、共に運動する（sympheresthai）から。
- 「アマティア」（amathia、無知）という名前は、神と共に行くもの（hama theōi ion）の歩み（poreia）から。
- 「アコラシア」（akolasia、無節度）という名前は、事物について行くこと（akolouthia）から。

ソクラテスはこのように、クラテュロスの主張する（「流動」こそが真・善・美であるという観点・認識の下での）「全ての「名前」の調和」に関して、反証例を挙げていくことができることを指摘する。
クラテュロスは、しかし大多数の「名前」は、自分の主張の通りであると反論する。しかしソクラテスに、「名前」の正しさの根拠は、多数決によって決まるわけではないと諭され、同意する。

#### 「名前」と「事物それ自体」
ソクラテスは話を戻し、「最初の名前」を名付けた命名者は、「対象事物」の知識を先に持っていて、それに基づいて名付けたのか問う。クラテュロスは同意する。
するとソクラテスは、「最初の名前」の命名者は、「名前」すらまだ存在せず、「名前」によって学習・発見することもできない段階で、どうやって「対象事物」の知識を獲得したのか問い、仮にそれが可能だとしたら、それは「対象事物それ自体」から（直接的に）学ぶしかないこと、そして、「名前」という「模写品」から学ぶよりは、そのように「対象事物それ自体」から学ぶ方が、より優れた精緻なものとなることを指摘する。クラテュロスも同意する。
続いてソクラテスは、仮に「美それ自体」「善それ自体」といったものがあるとすれば、それは「常に同一状態にあるもの」であり、少しずつ逃げ去っていく（流動・変化していく）ようなものではないので、これまでの議論で出てきた、大多数の「名前」が依拠している「「流動」こそが真・善・美である」といった認識とは相容れないし、逆に言えば、もし「対象事物それ自体」がヘラクレイトス等の言うように（一定の性状も成立しないほど）「常に流動的なもの」であったとしたら、それに対する認識自体がそもそも成立しないことを指摘する。

#### 更なる考察の勧奨
そしてソクラテスは、事実は自分が今言った通りなのか、それともヘラクレイトス等の「万物流動説」の通りなのかは分からないし、見極めるのも容易ではないが、少なくとも、自分の魂の世話（教育）を「名前」に委ね、命名者たちを信頼し切り、それで自分が何かいっぱしのことを知っているかのように主張することや、「自分自身」も「万物」も流動するものであるとしてそこで思考を停止・放棄してしまうような態度は、分別のある人間のすることではないと指摘しつつ、若いクラテュロスにさらなる考察を奨励する。
クラテュロスは、ソクラテスの奨励を半ば受け入れつつも、既にこの問題（事物が「恒常」か「流動」かの問題）については苦労して考察済みであり、ヘラクレイトスの言っている通りに思えると主張する。
ソクラテスは、その話は次の機会にすることにして、田舎へと向かうクラテュロスを送り出す。クラテュロスは、次会うまでにソクラテスもこの問題（事物が「恒常」か「流動」かの問題）を考えておいて欲しいと依頼する。

## 日本語訳
- 『プラトン全集〈2〉 クラテュロス・テアイテトス』 水地宗明訳、岩波書店 1975年、復刊2005年ほか。後者は田中美知太郎訳